# 毛里求斯历史
已知的毛里求斯历史开始于16世纪的欧洲航海发现。随后毛里求斯相继被荷兰，法国，英国殖民。1968年获得独立。

## 发现
经过推测，毛里求斯最早由阿拉伯人所发现。现毛里求斯最早的发现证据存在于由意大利航海家阿尔贝托坎提诺在1502年制作的地图。地图显示三个岛屿被认为是现今毛里求斯，留尼汪和罗德里格斯。

## 葡萄牙航海发现（1507——1513）
葡萄牙人于1507年至1513年之间访问了毛里求斯岛。
1507年，葡萄牙人最早发现留尼汪岛，随后航行到毛里求斯，命名为“Cirne”，这个名字有可能与渡渡鸟有关。1511年左右，葡萄牙航海家迪奥戈·费尔南德斯·佩雷拉在毛里求斯登陆，他也许是有记载以来第一个登上该岛的欧洲人。另一个葡萄牙水手堂·佩德罗·马斯克林命名了马斯克林群岛，其范围包括了毛里求斯岛、罗德里格斯岛以及留尼汪岛。葡萄牙人对这些岛并不感兴趣，很快就撤走了。

## 荷兰统治
1598年，荷兰海军上将维布兰德·范·瓦尔维克（Wybrand Van Warwyck）在今天的大港地区登陆，并把这个岛命名为毛里求斯（Mauritius），以纪念当时的荷兰统治者、沉默者威廉之子、奥兰治亲王拿骚的毛里茨。但直到1638年荷兰人才开始了他们在毛里求斯的殖民，这次殖民只持续了20年。之后荷兰人又进行了数次殖民，但收益甚微。1710年，荷兰人放弃了毛里求斯，但他们为毛里求斯引进了甘蔗、家畜以及鹿。值得一提的是，航海家阿贝尔·塔斯曼正是从毛里求斯起航发现了西澳大利亚。

## 法国统治（1710——1810）
法国在1715年殖民了毛里求斯，并改名为法兰西岛（Île de France，Island of France），此前法国已经占领了邻近的留尼汪岛。此后直到1767年，法兰西岛一直属于法国东印度公司管理。1735年，新到任的总督贝特朗-弗朗索瓦·马埃·德·拉布尔多内开始在法兰西岛发展蔗糖种植业，并把路易港发展成为了航海业和造船业的中心。此外，许多现存的毛里求斯建筑也是在在拉布尔多内任内建造的。
从1767年开始到1810年间，除了法国大革命期间——这期间法兰西岛的殖民者建立了一个事实上的独立政权——法兰西岛的行政官员都由法国政府委派。1803年到1810年，法兰西岛和留尼汪岛的总督是查尔斯·马修·伊西多尔·德加（Charles Mathieu Isidore Decaen）——大革命期间的著名将军和拿破仑的对手。他曾以“战争俘虏”的名义逮捕了著名的英国的探险家兼地图绘制者马修·福林达斯，虽然拿破仑下令释放英国人，但为了对抗拿破仑，德加不惜将福林达斯长期拘押。在拿破仑战争期间，法兰西岛成为了法国海盗袭击英国商船的基地，此类袭击直到1810年海军准将乔希亚斯·罗莱（Josias Rowley）率领皇家海军攻占法兰西岛后才告终结。在英法毛里求斯战争期间，法军只赢得了大港战役的胜利，最终在被英军围困在马勒勒角（Cap Malheureux，直译为“厄运角”）三个月后宣布投降。正式的投降时间是1810年的12月3日，投降的条件是英国人允许当地殖民者保留其土地和财产、继续使用法语并在民事和刑事审判中使用法国法律。英国接管该岛后，将其名字恢复为毛里求斯岛。

## 英国统治（1810——1968）
1814年的巴黎条约确认了英国拥有毛里求斯。英国首任毛里求斯总督是罗伯特·法夸尔，他为毛里求斯带来了经济模式的变更和社会变革。其中一个重要的措施就是在1835年，奴隶制被废除。种植园主们接受了两百万英镑作为对解放奴隶的补偿——这些奴隶是法国统治期间从非洲大陆和马达加斯加贩运来的。废除奴隶制对当地社会经济和人口变革有着重要的影响，种植园主们转向印度及亚洲其他地区引入劳工。1834年至1921年间，大约50万劳工来到毛里求斯从事甘蔗种植业、制造业、运输业以及建筑业。此外，英国人还带来了8740名印度裔士兵。
印度裔劳工主要来自加尔各答、马德拉斯以及孟买，1721年的首批劳工则来自孟加拉和本地治里，大部分是孟加拉人和泰米尔人。大量的印度教徒则来自现在印度的比哈尔邦和北方邦。经商的华人此后也来到了毛里求斯，时至今日，毛里求斯仍有三万多清朝移民的后裔，他们多是祖籍广东梅县，至今还习惯称首都路易港为“波累”。
随着印度裔人口的不断增长，毛里求斯的政治权利和经济权利开始从法裔毛里求斯人和毛里求斯克里奥尔人手里转移到印度裔毛里求斯人手中。蔗糖种植业蓬勃发展，毛里求斯产的蔗糖不断输入英国。经济的发展也带来了通信的发展和基础设施的改善。

## 独立
1947年选举产生的议会标志着毛里求斯迈向自治。随着1955年和1957年在伦敦召开的两次毛里求斯制宪会议，部长会议制度开始在毛里求斯实施，并在1959年3月9日举行了大选，毛里求斯开始自治。这是第一次在全体成年选民基础上的大选，选民人数共计208,684人。1961年制宪会议在伦敦重开，进一步推进了制宪运动。1965年，英国以国防为由，将具有战略价值、本属毛里求斯领土的查戈斯群岛分割出来，另建英属印度洋领地，以方便与美国合作在印度洋上建立军事基地。毛里求斯当局当时并没有提出反对，但后来重申拥有查戈斯群岛的主权，并认为分割行为违反国际法，这个说法更获得联合国的认同。1965年最后一次制宪会议为毛里求斯铺设了独立之路。1967年大选后，毛里求斯通过了新的宪法，并在1968年3月12日宣布独立。
独立后的毛里求斯仍是英联邦的成员，全称是毛里求斯主权国（Dominion of Mauritius）以英女王伊丽莎白二世为国家元首，并由其总督代行国家元首权力。毛里求斯独立后的首任总督是约翰·萧·雷尼爵士。

## 共和国
1991年12月，毛里求斯修订宪法，宣布毛里求斯将成为英联邦内的一个共和国。1992年3月12日，毛里求斯共和国成立，最后一任总督林嘉杜成为临时总统。1992年6月30日，卡萨姆·乌提姆成为毛里求斯共和国首任正式总统。2024年10月3日，英国和毛里求斯政府发表联合声明，宣布将查戈斯群岛主权移交给毛里求斯。正义营军事基地所在的迭戈加西亚岛是这项新条约的唯一例外，毛里求斯政府将把该岛的管理权割让给英国，期限至少为99年。2025年5月22日，英国首相基尔·斯塔默签署了查戈斯群岛主权移交给毛里求斯的正式协议。根据协议条款，战略要地迭戈加西亚环礁及其38公里缓冲区立即归还英国。该协议允许英美在该岛的联合基地在未来99年内继续运行，并可延长40年，且之后英国拥有优先购买权。毛里求斯将在前三年每年从英国获得1.65亿英镑的租金，之后十年每年获得1.2亿英镑的租金。此后，这1.2亿英镑的租金将根据通货膨胀率进行调整。